# Sulla cosiddetta questione dei mercati
Sulla cosiddetta questione dei mercati (in russo По поводу так называемого вопроса о рынках?, Po povodu tak nazyvajemovo voprosa o rynkach), opera scritta da Vladimir Lenin, dove, viene data la definizione più riuscita di produzione di merci. Scritto nell'autunno del 1893 a San Pietroburgo, fu pubblicato per la prima volta nel 1937 sul n. 21 della rivista Bolscevik..
Insieme a "Lo sviluppo del capitalismo in Russia" (1899), "Altro sulla questione della teoria della realizzazione" (1899), "Nuovi dati sulle leggi dello sviluppo del capitalismo in agricoltura" (1917), Vladimir Lenin condusse uno studio dello sviluppo del capitalismo, delle sue caratteristiche di sviluppo in agricoltura, del problema della riproduzione e delle crisi economiche.
Lenin dà la seguente definizione di produzione mercantile:
(Vladimir Lenin, Sulla cosiddetta questione dei mercati)